# 昂雅克夏朗德
昂雅克夏朗德（法語：Angeac-Charente，法語發音：[ɑ̃ʒak ʃaʁɑ̃t]）是法国夏朗德省的一个市镇，属于干邑区。

## 地理
昂雅克夏朗德（45°37'50"N, 0°4'30"W）面积10.81 平方千米，位于法国新阿基坦大区夏朗德省，该省份为法国西部内陆省份，北起德塞夫勒省和维埃纳省，东临上维埃纳省，东南至多尔多涅省，南至多爾多涅省，西接滨海夏朗德省。
与昂雅克夏朗德接壤的市镇（或旧市镇、城区）包括：布特维尔、夏朗德河畔新堡、格拉沃圣阿芒、圣西蒙、维布拉克、莫纳克-圣西默。

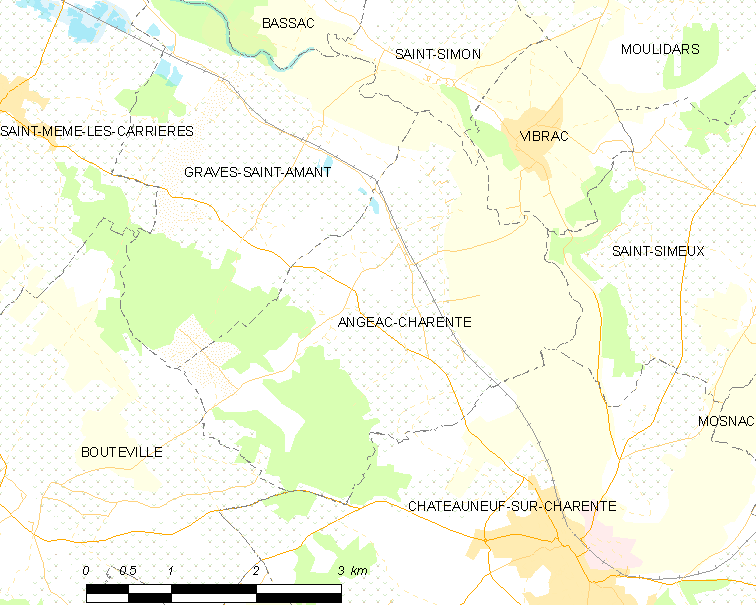
昂雅克夏朗德的OSM定位图

昂雅克夏朗德的时区为UTC+01:00、UTC+02:00（夏令时）。

## 行政
昂雅克夏朗德的邮政编码为16120，INSEE市镇编码为16013。

## 政治
昂雅克夏朗德所属的省级选区为夏朗德-香槟县。

## 人口

1962-2008年间昂雅克夏朗德人口变化图示

昂雅克夏朗德于2022年1月1日时的人口数量为296人。